# Mohammed Daïf
Pour les articles homonymes, voir Daïf.
 (juin 2020).
Si vous disposez d'ouvrages ou d'articles de référence ou si vous connaissez des sites web de qualité traitant du thème abordé ici, merci de compléter l'article en donnant les références utiles à sa vérifiabilité et en les liant à la section « Notes et références ».
 (juin 2020).
Mohamed Daïf, né le 1er janvier 1956 à Had Gharbia, près de Tanger au Maroc, est un homme politique belge socialiste qui occupe la charge de député régional bruxellois et échevin de Molenbeek-Saint-Jean. Daïf est un proche de Philippe Moureaux.

## Biographie

### Formation et carrière
Il effectue sa dernière année de fins d'études secondaires à l’athénée de Waterloo et obtient un diplôme d'ingénieur industriel en électricité en 1982. Il enseigne un temps au Maroc dans le cadre d’accords bilatéraux avec la Belgique.
En 1986, il rencontre sa future épouse et revient en Belgique où il obtient la nationalité belge. Il travaille trois ans comme chauffeur de taxi, et enseigne ensuite dans un lycée technique de Schaerbeek où il dispense des cours de technique et de pratique professionnelle en électricité. En 2006, il enseigne à l’athénée royal Marcel Tricot.
En 1995, il est élu au Conseil régional bruxellois.

### Sénateur de communauté
Il exerce la fonction de sénateur de communauté entre  le 6 juillet 1999 et le 16 mai 2001.
En 2000, Mohammed Daïf participe avec Anne-Marie Lizin, Philippe Mahoux et Jean-François Istasse à une proposition de loi visant à octroyer le droit de vote et d'éligibilité aux élections communales et provinciales aux ressortissants étrangers.

### Échevin et président du Logement social molenbeekois
Il assume également la fonction d'échevin des travaux publics à Molenbeek-Saint-Jean depuis mai 2001 et se présente aux élections communales de 2006 sur la liste  du bourgmestre Philippe Moureaux. Il prête serment comme conseiller communal le 4 décembre 2006 et demeure alors échevin.
Depuis février 2019, Mohammed Daïf est président du Logement social molenbeekois.

## Fonctions politiques
- Membre du Parlement de la Région de Bruxelles-Capitale du 6 juin 1995 au 25 mai 2014
- Sénateur de Communauté;
- Secrétaire du Parlement bruxellois depuis le 19 juillet 2004,
- Membre du Parlement de la Communauté française;
- Échevin des travaux publics à Molenbeek-Saint-Jean.
- Président du logement social à Molenbeek

## Décoration
- Officier de l'ordre de Léopold (2009)[7]